# 인민공사

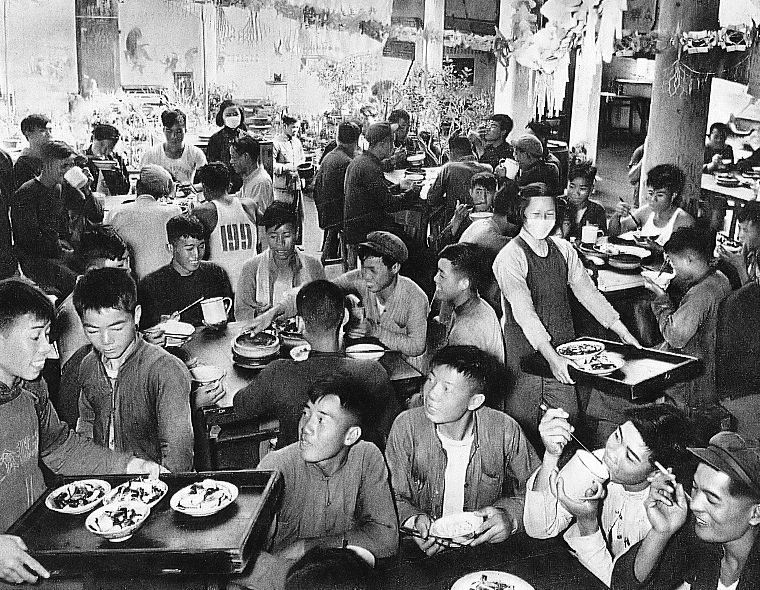

인민공사(중국어: 人民公社, 병음: rénmín gōngshè)는 중화인민공화국이 1958년에 농업 집단화를 위해 만든 대규모 집단농장이다. 농촌의 행정과 경제 조직이 일체화된 것이다.

## 개요
농업협동화가 소규모의 공동노동체제였기 때문에 대규모 수리공사와 같은 것을 완성하기 위해서 보다 큰 규모의 공동노동조직이 필요하였고, 1958년에 마오쩌둥 국가 주석의 지도 아래에, 대약진 운동의 시작과 함께 합작사의 합병에 의해 인민공사가 조직되는데, 1만 명으로부터 4만 명을 포용하는 규모로, 10개 정도의 집단농장 결합으로 조직되었다.
생산수단의 공사 소유제에 근거한 분배제도가 실행되었다. 이것에 의해 농촌에서는 인민공사로 불리는 지구 조직을 하나의 단위로 한 사회 속에서 그 모든 주민이 생산, 소비, 교육, 정치, 공업·농업·상업·교육·군사 등 생활의 모든 기능을 실시하였고, 농업도 광범위하게 농업·임업·목축업·부업(副業)·어업을 영위하였다. 공사에는 공동식당·유치원·양로원·병원 등 복지시설을 설치하고, 분배제도로서는 무상급여제와 임금제를 병행하여 실시하였다.
대약진 운동 첫해인 1958년 중국 인민 전체가 강철 생산에 매달리지만 실적은 좋지 않았다. 이런 이유로 간부들의 허위 보고가 폭증하기도 했다. 전국 모든 농민들이 집과 인민공사에 건설한 토법고로에 불을 지필 나무를 구하러 다니다 보니 제때 수확을 못하기도 했다. 그래서 이듬해 1959년부터 알곡 생산이 2배로 증가하기는커녕, 수확량은 감소하고, 중국의 많은 숲은 황폐화되었다.
1989년의 가정연산승포책임제의 도입에 의해 인민공사는 사실상 폐지됐고 1990년 7월 15일 헌법 개정에 의해 완전히 폐지되었다. 그러나 민병의 조직은 아직도 인민공사가 단위가 되고 있다.

## 같이 보기
- 대약진 운동
- 콜호스